# Serra de Monchique

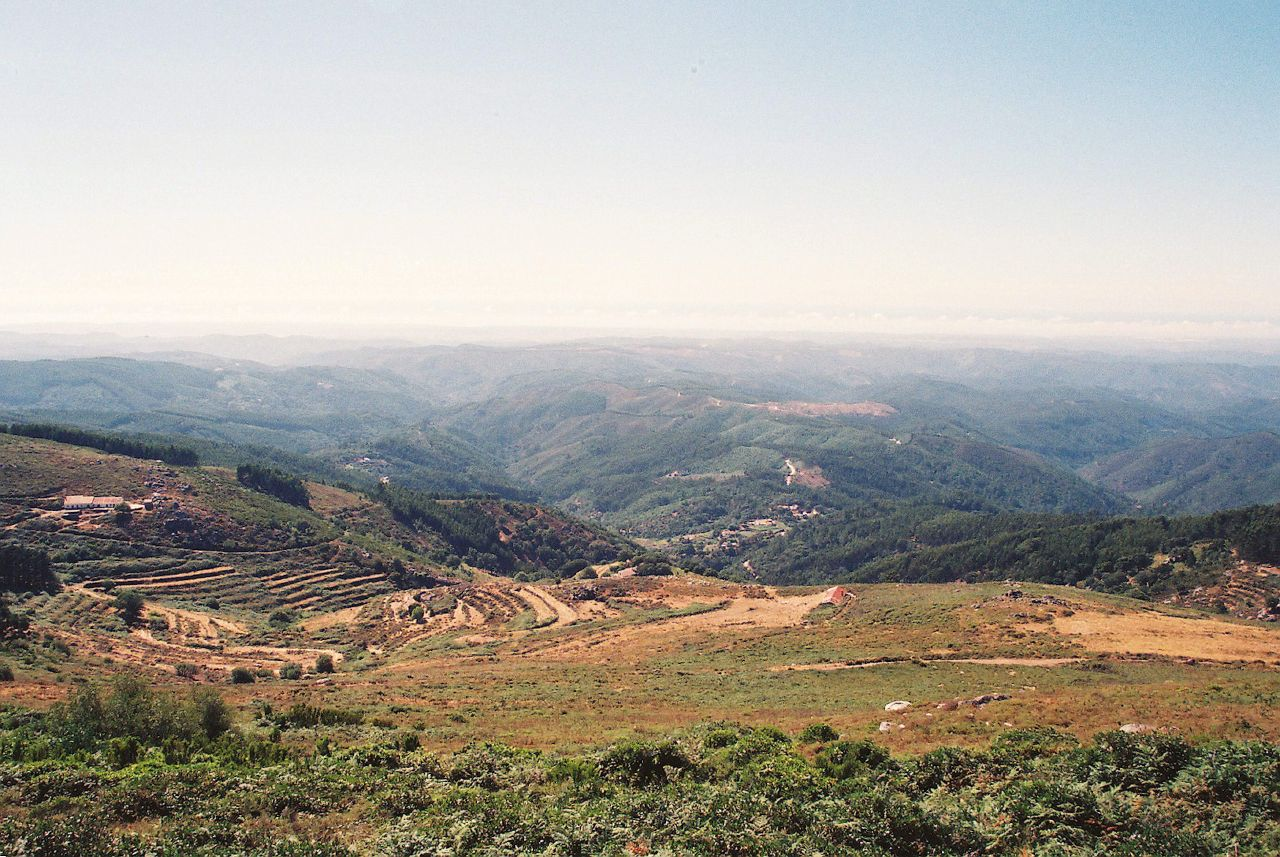
Serra de Monchique

Serra de Monchique (Góry Monchique) – łańcuch górski na Półwyspie Iberyjskim w południowej Portugalii, w zachodniej części regionu Algarve. Najwyższym szczytem gór, wznoszczącym się na 902 m n.p.m., jest Foia.
Na obszarze tym znajduje się miasto Monchique.